# Горња Трепча (Чачак)
Горња Трепча је насеље у Граду Чачак у Моравичком округу. Према попису из 2022. било је 459 становника. Село је у земљи, а и шире, најпознатије по истоименој бањи, познатој и као Атомска Бања, а цело село је 2011. и званично добило статус бање.

## Географске одлике

### Положај и саобраћајна повезаност
Насеље се налази у југозападном делу Шумадије, на северу Чачанско-краљевачке котлине(област Рудничког Поморавља). Територијално припада Граду Чачку. Површина атара је 11,34 km². Простире се по обронцима планина Вујан(надморска висина 856 m- врх Велики Вујан) и Буковик (надморска висина 851 m). Горња Трепча граничи се са севера на вододелници селима Луњевица и Јабланица, која припадају општини Горњи Милановац. Са западне стране Горња Трепча се граничи са Прислоницом и у краћем појасу са
Доњом Трепчом . Границу са јужне стране чини Доња Трепча, а са источне стране Остра.
Постоје три прилазна пута за Горњу Трепчу: из Горњег Милановца преко села Луњевице и планине Вујан(9 km), из Мрчајеваца преко Остре (11 km), и из Станчића (8 km) преко кога води редовна аутобуска линија до Чачка, удаљеног 18 km од Горње Трепче.

### Рељеф, подела села и природна богатства
Сеоски атар је подељен на планински и насељени део атара.
Планине Вујан(са северозападне стране) и Буковик(са источне) су повезане обронцима и брдима, који окружују насеље са северне, западне и источне стране, док је према југу Горња Трепча отворена ка Чачанско-краљевачкој котлини.
Обронци планина Вујан и Буковик су у насељу раздвојени водотоком, чији се извор-Вилина вода налази подно брда Церје у планинском атару Горње Трепче. Поток протиче кроз стеновиту клисуру између брда Коса и Липље великом брзином, преко каскада, због чега носи назив Бесни поток. По изласку из клисуре, низводно од термо-минералних извора, овај поток се назива реком Бањом која тече ка југу и улива се у Западну Мораву у селу Мојсиње. Бања је у Горњој Трепчи изградила уску долину, више изграђену са леве, него са десне стране реке. Сходно овим топографским карактеристикама, сеоски део атара је подељен на три краја:
- ШеталиштеСредина села - плодно подручје које се од леве обале Бање узвисује у правцу истока. Овде је смештен центар села(насеља): Месна канцеларија, Издвојено одељење (четворогодишње) Основне школе "22. децембар" из Доње Трепче, Дом културе, амбуланта и продавница.
- Горњи крај - више подручје које се у облику лука простире северно и источно од Средине села, ка брдима и планини Буковик. У овом крају се, северно од Средине села, налазе извори термо-минералне воде (Атомска Бања у Горњој Трепчи, види одељак:Атомска Бања Горња Трепча) и црква Рођења Пресвете Богородице.
- Прекобањци (крај "преко" Бање) - ланац брда са веома стрмим странама који се простире правцем север-југ са десне стране реке Бање.

Осим реке Бање, село је избраздано, како у планинском, тако и у насељеном делу атара, потоцима који доводе воду у реку Бању. Највећи од њих, уједно и најзначајнија притока реке Бање, је десна притока Добри поток, који извире подно брда Вис (извор се зове Добра вода) у планинском делу атара и доводи воду у реку Бању са падина планине Вујан и самог брда Вис. У селу има доста извора питке воде, међу којима су: Бела вода, Слатина, Мићића чесма, Газдина чесма, Водице као и многобројни извори у планинском делу атара (међу којима су већ поменути извори Вилина вода и Добра вода). Најзначајнији извори воде у Горњој Трепчи су, свакако, термо-минерални извори лековите воде. Вода са ових извора има огроман значај и лековита својства, јединствена у Европи. У источном делу села (на брдима Кремењача и Клик, као и на планини Буковик) налазе се богата налазишта квалитетног камена, мајдани из којих је камен вађен и обрађиван а затим продаван као грађевински материјал. Од овог камена прављени су и надгробни споменици, који се данас могу видети како на гробљу у Горњој Трепчи, тако и на гробљима у околним селима. У планинском атару, село је најбогатије шумом, а затим и ливадама и пашњацима, а њиве се налазе како у целом атару села, тако и посебно као луке око реке Бање, где је земља најплоднија. Уска и плодна долина реке Бање, међутим, није била довољна за све сеоске породице, тако да су куповане њиве у Доњој Трепчи (где се долина Бање шири и улази у Чачанско-краљевачку котлину), па чак и у Станчићима, уз Западну Мораву. У планинском атару Горње Трепче се такође налазе бројни воћњаци(углавном шљиве). Сточарство(говедарство, свињарство и овчарство) и пчеларство су на просечном нивоу. У селу има доста дивљачи, а лове се фазани, зечеви и лисице. Постоји и Ловачка секција из Горње Трепче, члан Ловачког удружења "Радиша Поштић" из Мрчајеваца, као и ловиште "Бресница" које обухвата планински део атара Горње Трепче, као и Прекобањски крај, а у Доњој Трепчи западне засеоке и засеок Селиште. Од дивљих животиња се срећу још и пољске јаребице, препелице, а од крупне дивљачи срне и дивље свиње.

### Демографија
У насељу Горња Трепча живи 524 пунолетна становника, а просечна старост становништва износи 45,9 година (43,8 код мушкараца и 47,8 код жена). У насељу има 228 домаћинстава, а просечан број чланова по домаћинству је 2,71.
Ово насеље је великим делом насељено Србима (према попису из 2002. године), а у последња три пописа, примећен је пад у броју становника.
|  |

| Демографија | Демографија | Демографија |
| Година      | Становника  | Становника  |
| ----------- | ----------- | ----------- |
| 1948.       | 961         |             |
| 1953.       | 928         |             |
| 1961.       | 809         |             |
| 1971.       | 702         |             |
| 1981.       | 737         |             |
| 1991.       | 641         | 629         |
| 2002.       | 618         | 624         |
| 2011.       | 556         |             |

| Етнички састав према попису из 2002.‍ | Етнички састав према попису из 2002.‍ | Етнички састав према попису из 2002.‍ | Етнички састав према попису из 2002.‍ | Етнички састав према попису из 2002.‍ |
| ------------------------------------ | ------------------------------------ | ------------------------------------ | ------------------------------------ | ------------------------------------ |
|                                      |                                      |                                      |                                      |                                      |
| Срби                                 | Срби                                 |                                      | 611                                  | 98,86%                               |
| Хрвати                               | Хрвати                               |                                      | 1                                    | 0,16%                                |
| Румуни                               | Румуни                               |                                      | 1                                    | 0,16%                                |
| Мађари                               | Мађари                               |                                      | 1                                    | 0,16%                                |
| непознато                            | непознато                            |                                      | 4                                    | 0,64%                                |

| Година пописа     | 1948. | 1953. | 1961. | 1971. | 1981. | 1991. | 2002. |
| ----------------- | ----- | ----- | ----- | ----- | ----- | ----- | ----- |
| Број домаћинстава | 162   | 163   | 178   | 179   | 224   | 224   | 228   |

| Број чланова      | 1  | 2  | 3  | 4  | 5  | 6  | 7 | 8 | 9 | 10 и више | Просек |
| ----------------- | -- | -- | -- | -- | -- | -- | - | - | - | --------- | ------ |
| Број домаћинстава | 74 | 59 | 27 | 25 | 20 | 18 | 4 | 1 | 0 | 0         | 2,71   |

| Пол    | Укупно | Неожењен/Неудата | Ожењен/Удата | Удовац/Удовица | Разведен/Разведена | Непознато |
| ------ | ------ | ---------------- | ------------ | -------------- | ------------------ | --------- |
| Мушки  | 254    | 54               | 171          | 17             | 10                 | 2         |
| Женски | 284    | 36               | 175          | 67             | 6                  | 0         |
| УКУПНО | 538    | 90               | 346          | 84             | 16                 | 2         |

| Пол    | Укупно                    | Пољопривреда, лов и шумарство | Рибарство                            | Вађење руде и камена | Прерађивачка индустрија       |
| ------ | ------------------------- | ----------------------------- | ------------------------------------ | -------------------- | ----------------------------- |
| Мушки  | 111                       | 49                            | 0                                    | 0                    | 29                            |
| Женски | 70                        | 43                            | 0                                    | 0                    | 4                             |
| УКУПНО | 181                       | 92                            | 0                                    | 0                    | 33                            |
| Пол    | Производња и снабдевање   | Грађевинарство                | Трговина                             | Хотели и ресторани   | Саобраћај, складиштење и везе |
| Мушки  | 1                         | 5                             | 3                                    | 5                    | 8                             |
| Женски | 0                         | 0                             | 8                                    | 4                    | 0                             |
| УКУПНО | 1                         | 5                             | 11                                   | 9                    | 8                             |
| Пол    | Финансијско посредовање   | Некретнине                    | Државна управа и одбрана             | Образовање           | Здравствени и социјални рад   |
| Мушки  | 0                         | 0                             | 0                                    | 0                    | 9                             |
| Женски | 1                         | 0                             | 0                                    | 4                    | 5                             |
| УКУПНО | 1                         | 0                             | 0                                    | 4                    | 14                            |
| Пол    | Остале услужне активности | Приватна домаћинства          | Екстериторијалне организације и тела | Непознато            | Непознато                     |
| Мушки  | 2                         | 0                             | 0                                    | 0                    | 0                             |
| Женски | 1                         | 0                             | 0                                    | 0                    | 0                             |
| УКУПНО | 3                         | 0                             | 0                                    | 0                    | 0                             |

## Историја

### Средњи век и турско доба
Није тачно познато када је Горња Трепча настала, али се са великом сигурношћу може тврдити да потиче још из средњег века. Томе би у прилог могло да иде и постојање цркве у том периоду. О томе сведоче остаци старе цркве који се чувају у Народном музеју у Чачку. Такође постоји и потес Црквине, северно од данашње цркве, где је највероватније постојао манастир Обровин (назван по обревању, сакупљању народа-саборима) кога су Турци, предвођени Синан-пашом опустошили 1597. године. Манастир је обновио војвода Никола Милићевић-Луњевица на месту једне испоснице (манастира Обровин) где су почивале мошти непознатог монаха, на планини Вујан, а у атару села Прислоница 1805. Манастир је добио име по планини, манастир Вујан. Осим Црквина, постоји и потес Гробнице (шумовити брег јужно од бање)где се, судећи по тамошњим остацима, налазило гробље(можда чак и из средњег века) све док село није запустело од Турака, да би касније новопридошли становници одредили данашњу локацију гробља, у Средини села.
Горња Трепча се, заједно са Доњом Трепчом, први пут у писаним изворима помиње 1476. у турском детаљном попису Смедеревског санџака као једно село Трепча, која припада нахији Островици и има 25 домова. Село је било веома пространо(простирало се од бање па све до села Мојсиње), тако да је највероватније због тога дошло до поделе Трепче на Горњу и Доњу, која је забележена у следећем турском (сумарном) попису из 1523. године. Ту пише да се Горња и Доња Трепча налазе у нахији Островици(кадилук Рудник), а у руци кнеза Вукодрага(сина Грује) и његове браће Вука и Русмира. У попису се наводи да Горња Трепча има 18 домова, a Доња Трепча 20. Треба споменути и сумарни попис из 1525. где се помиње да у Горњој Трепчи има, сада само 9 домова (двоструко мање) . Доња Трепча, по том истом попису има 40. Међутим, оно што је посебно важно јесте да је записано да су у селима постојале воденице, 6 у Горњој, и 3 у Доњој Трепчи, те да су биле у власништву становника села и да су радиле по пола године (види одељак: Трепчанске воденице). У детаљном попису из 1528. се наводи да Горња Трепча има, сада 22 дома, a да Доња Трепча има 39 домова.
После освајања простора на коме је живео српски народ и целог Балкана, турска царевина тежила је даљем ширењу ка западној Европи. Током ратова између Турске и Аустрије крајем 17. и у првој половини 18. века, српски народ, међу њима и становници Горње и Доње Трепче, су били изложени пљачки, заробљавању и убијању од стране турске војске. Народ се склањао преко Саве и Дунава у Угарску, због чега су подручја одакле су одлазили скоро потпуно опустела. Слику о томе даје један Немац, Јохан Лангер, који је писао чланак о Србији под аустријском управом, а која је обухватала подручја Шумадије,
Колубаре, Тамнаве и Јадра од 1718. до 1739. Лангер у овом чланку каже: "Од сваких 6 села, 5 су ненасељена, a у насељеним селима просечно има једва 6 становника". Ово потврђује и карта Србије, коју је Лангер приложио уз овај чланак. На овој карти, на подручју Чачанско-краљевачке котлине, a и осталих крајева Србије под аустријском управом, нису означена многа села. Горња Трепча је означена на карти под називом Dreschde. Такође је означено да се у Горњој Трепчи налазио некакав замак или римско склониште (castell), али без изнетих детаљa. У овом периоду, на ова подручја почињу да се досељавају породице и братства, преци данашњих становника ових подручја Србије, и то углавном из Старе Србије, Старе Црне Горе и Херцеговине. У Горњу Трепчу се тада доселила фамилија Гојковић од Сјенице, која даљим пореклом вероватно потиче из Црне Горе.

### Модерно доба
У последњим деценијама 18. века, и касније у току Српских устанака, настављају да се досељавају у Горњу Трепчу фамилије пореклом углавном од црногорско-херцеговачких племена. До краја 20-их 19. века већина фамилија (данас старих фамилија) се доселила у Горњу Трепчу, поделила земљу и направила огњишта. Подручје Београдског пашалука је, напокон, ослобођено после Првог српског устанка под вождом Карађорђем и Другог српског устанка под Милошем Обреновићем. Аутономна Кнежевина Србија је почела да се развија на свим плановима. По Попису становништва и имовине у Србији 1834. године Горња Трепча је имала 25 домова и 162 становника(79 мушких и 83 женских) од чега 31 пореска глава и 40 мушкараца способних за војску. Од искоришћеног земљишта је наведено да је Горња Трепча имала 73 плуга (29,2 хектарa)орања, 156 коса ливаде(56,16 хектара), 22 мотике винограда(1,76 хектара), као и 4260 дрвета шљива.Пољопривреда је била главна делатност којом су се бавила сва домаћинства. У околним селима, Горња Трепча је била позната по каменорезачком занату којим се бавио један део становништва. Горња Трепча је била позната и по воденицама, у које су доносили жито за млевење помељари("муштерије") и из села у околини. Међутим, Горња Трепча је и шире, у Љубићком и Таковском крају била позната управо по термо-минералним изворима, где су лека за своје здравље тражили и налазили становници ових крајева. За почетак развоја бање у Горњој Трепчи могла би се узети 1890. година када је Танасије Никитовић из Горње Трепче озидао базен дуг и широк по 2 метра. Пошто су се извори налазили на поседу Цркве у Горњој Трепчи, која је била метох манастира Вујан, бригу o развоју бање ће преузети манастир, под чијом ће управом тридесетих година 20. векa бити саграђено неколико објеката за становање и једна кафана.
У Балканским ратовима и у Првом светском рату погинуло је или нестало 67 бораца из Горње Трепче.
У међуратном периоду, 1933. године, је у Средини села подигнута школска зграда за потребе Трећег одељења "Трепчанске основне школе" из Доње Трепче, која ће следеће године добити самосталност и назив "Горњотрепчанска основна школа". Школа је изгубила самосталност када је уведено обавезно осмогодишње образовање. Тада је школа у Горњој Трепчи поново потпала под школу (сада Осмогодишњу) у Доњој Трепчи, која је понела ново име, "22. децембар". Године 1947. прекопута школе подигнута је зграда у којој су смештени Дом културе, месна канцеларија, амбуланта и продавница.
После Другог светског рата, бања у Горњој Трепчи је национализована, као и многе друге бање у Србији. Од шездесетих година бања почиње нагло да се развија. Прилазни путеви за Горњу Трепчу су асфалтирани, уређено је подручје око изворишта у бањи, уређене су стазе за шетњу у природи. Седамдесетих година саграђен је Стационар, зграда са ординацијама, објекти са великим и малим базенима. Отварају се кафане, ресторани и продавнице. Број гостију почиње да расте, да би 1988. бању посетило рекордних 17 857 гостију. Људи из Чачка, па и Београда, Панчева, Новог Сада и других градова, праве викендице за становање у летњем периоду, а неки остају трајно да живе у бањи у Горњој Трепчи, која се све популарније назива Атомска бања. Године 2008. Атомска бања је приватизована, реновирани су сви постојећи објекти, а саграђени су и нови, међу њима и хотел "Вујан".

## Трепчанске воденице
Као што је већ поменуто, у Горњој Трепчи су постојале воденице још у првој половини 16. века. У прошлом (двадесетом) веку је постојало чак 12 воденица у Горњој Трепчи. Већина њих нису биле воденице поточаре у правом смислу те речи, већ је постојао канал-јаз који је доводио воду до воденица из реке Бање. Приликом рада воденица вода из јаза се губила, тако да су постојали мањи канали за допуну јаза водом. Све воденице су се састојале из доњег каменог дела, где се налазио механизам за млевење жита који је био идентичан скоро код свих воденица, и горњег дрвеног дела, где се смештало жито и где је боравио воденичар. Биле су покривене углавном ћерамидом или црепом, у новије време. Воденице су биле у власништву домаћина из трепчанских фамилија, а неке воденице су биле ортачке. Горња Трепча је по воденицама била чувена у околини.
Међутим, у Горњој Трепчи, данас не ради ниједна воденица. Престајале су постепено са радом, од 60-их године до око 2000. године. Фактори су разни: све чешћа примена модерних фабричких млинова, одлазак младих у градове и гашење огњишта на селу и тако даље. Воденице у Горњој Трепчи нестају. Неке воденице су плански уклоњене да би уступиле место некој другој грађевини, неке су се саме срушиле услед оронулости. Данас су у добром стању само две воденице. Једна од те две је воденица војводе Николе Милићевића-Луњевице, трговца, војводе из Првог и Другог српског устанка, који је устанике директно помагао новцем, деде краљице Драге Обреновић. Све више преовладава мишљење да ову воденицу треба заштитити као споменик културе Републике Србије.

## Атомска бања Горња Трепча
У Горњој Трепчи се налази Атомска бања „Горња Трепча“, чији је пун назив Специјална болница за рехабилитацију „Горња Трепча“. Атомска бања је основана 1955. године и позната је пре свега по рехабилитацији реуматолошких и неуролошких обољења, а поред тога и болести дигестивног тракта и периферне циркулације.